# Illes Satsunan
Les illes Satsunan (薩南諸島, Satsunan shotō) o arxipèlag Satsunan és un arxipèlag que compren la part nord de les illes Nansei. Estan situades a l'oceà Pacífic occidental, on fan de frontera entre el mar de la Xina Oriental i el mar de les Filipines. Depenent de les fonts, les illes Amani poden ser considerades com a part d'aquest arxipèlag o de les illes Ryūkyū, en part pel fet que el territori de l'antic Regne de Ryūkyū les incloïa. D'accord amb Guardia Costera del Japó les illes Amani són part de les Satsunan, pel que el territori inclou totes les illes situades al sud de l'illa de Kyūshū i al nord de l'illa d'Okinawa. Administrativament, les illes Satsunan formen part la Prefectura de Kagoshima. L'illa d'Amami Ōshima és la més gran i poblada, mentre que Amami és l'única ciutat de l'arxipèlag. L'illa de Yakushima és la segona més gran i Patrimoni de la Humanitat de la UNESCO des del 1993.

## Geografia
Les illes Nansei estan formades per tres arxipèlags principals:
- Les illes Ōsumi (大隅諸島, Ōsumi shotō): 9 illes, entre elles Yakushima, Tanegashima, Kuchinoerabu-jima, Kuroshima i Iōjima.
- Les illes Tokara (トカラ列島, Tokara rettō): 12 illes, entre elles Nakanoshima i Kuchinoshima.
- Les illes Amami (奄美群島, Amami guntō): 8 illes, entre elles Amami Ōshima, Tokunoshima, Okinoerabujima, Kikaijima i Kakeromajima.